# پیچ (فیلمسازی)
در فیلم‌سازی، پیچ (انگلیسی: Pitch) یا ارائه ایده، یک توضیح شفاهی مختصر (و گاهی بصری) از یک ایده برای فیلم یا مجموعه تلویزیونی است که معمولاً توسط یک فیلم‌نامه‌نویس یا کارگردان فیلم به یک تهیه‌کننده فیلم یا مدیر استودیو ارائه می‌شود، با این امید که سرمایه لازم برای نگارش فیلم‌نامه جذب شود.
این اصطلاح از عبارت سلس پیچ (انگلیسی: sales pitch) به معنی توضیحات فروش گرفته شده است. یک پیچ در مراحل مختلف تولید، مانند انتخاب بازیگران و توزیع، و همچنین برای ترغیب تهیه‌کنندگان فیلم به تأمین مالی بیشتر یک پروژه استفاده می‌شود. فیلمسازانی که یک پیچ را طراحی می‌کنند، معمولاً یک «بسته تولید» تهیه می‌کنند که در طول ارائه به هر سرمایه‌گذار بالقوه تحویل داده می‌شود. این بسته شامل اطلاعات اساسی پروژه فیلمساز، مانند خلاصه داستان و ارزش‌های بودجه است. گاهی، فیلمسازان یک پیش‌پرده مستقل را به عنوان بخشی از بسته تولید می‌کنند تا به سرمایه‌گذاران بالقوه کمک کنند تا پروژه و دیدگاه فیلمساز را بهتر تصور کنند.
اگرچه پیچ‌ها معمولاً بر اساس یک فیلم‌نامه کامل یا نمایشنامه تلویزیونی ساخته می‌شوند، اما تولیدات انیمیشنی برای فیلم و تلویزیون اغلب صرفاً بر اساس استوری‌بردها ارائه می‌شوند. برای مثال، سریال تلویزیونی انیمیشنی فینیس و فرب از روی یک استوری‌برد ارائه شد. بنیانگذاران این پروژه، دن پاونمیر و  جف «سوامپی» مارش، برای متقاعد کردن مدیران خارجی شرکت والت دیزنی برای تأیید ساخت این سریال، یک استوری‌برد کشیدند و آن را ضبط کردند. سپس آن را میکس و صداگذاری کردند و با جلوه‌های صوتی، صداها و روایت ترکیب کردند و سپس این ضبط را برای مدیران ارسال کردند که آن را پذیرفتند.
ایده‌های سریال‌های تلویزیونی همچنین می‌توانند توسط شبکه یا شرکتی که برنامه را تولید می‌کند، ارائه شوند. گاهی  به شبکه‌ها پیشنهاد می‌شود که شخصیتی را برای افزایش رتبه‌بندی در یک سریال بگنجانند. چنین پیشنهادهایی در مورد شخصیت‌های «الیور» در سریال  خانواده بردی و «لوک» در سریال مسائل اولیه استفاده شده است. شبکه‌ها همچنین سعی می‌کنند ایده‌های خود را از طریق پیشنهادهای  خود به تهیه‌کنندگان سریال تحمیل کنند، اگرچه رویکرد آنها تجاری است و ایده‌هایشان معمولاً مورد پسند نویسندگان و بینندگان قرار نمی‌گیرد. در سال ۱۹۹۲، به گروه سازنده سریال انیمیشنی راگرتز (بچه‌های دردسرساز) از طرف نیکلودئون پیشنهادی مبنی بر ساخت یک قسمت ویژه هانوکا برای این سریال داده شد. پل ژرمن ، یکی از خالقان این سریال، در پاسخ پیشنهاد ساخت یک قسمت ویژه پسح را داد و آن را «ایده‌ای خنده‌دار» نامید. پس از پایان تولید آن قسمت ویژه، آنها شروع به بررسی قسمت ویژه هانوکا کردند و در نهایت در سال ۱۹۹۶ آن را به عنوان قسمت  هانوکای راگرتز ساختند.